# Rosa Maria Assing
Rosa Maria Antonetta Paulina Assing, née Varnhagen von Ense est une poétesse allemande. Née à Dusseldorf le 28 mai 1783, elle est décédée à Hambourg le 22 janvier 1840.

## Biographie
Sœur aînée de Karl August Varnhagen et de Rahel Varnhagen, elle habite Strasbourg pendant la Révolution (1790) puis se fixe à Hambourg (1794) et y épouse un médecin de Koenigsberg, David Assing (de), en 1816. Elle tient alors un salon littéraire renommé.

## Œuvres
Ses poésies ont été publiées par son mari en 1841.
- Fabio et Clara (1807)
- Le Ramoneur (1834)
- La Princesse au bois dormant (1846).